# 5, 6, 7, 8 - Bullenstaat!
5, 6, 7, 8 - Bullenstaat! es un álbum de Die Ärzte, Sólo fue vendido en conciertos y en el club de fanes, y se puso disponible para su descarga gratuita en el servidor web oficial de la banda, con algunas canciones de 1, 2, 3, 4 - Bullenstaat! como extras. Puede accederse a través de WebArchive.

## Lista de canciones
1. Punkbabies [Bebés punk] (Die Ärzte/Felsenheimer) - 0:41
2. West Berlin [ Berlín Occidental] (Die Ärzte/Urlaub) - 0:44
3. Mc Donalds (Felsenheimer) - 0:20
4. Bravopunks (Die Ärzte/Felsenheimer) - 1:15
5. A-Moll ["La" menor] (Die Ärzte/Urlaub) - 0:30
6. Chile 3 (Gonzalez) - 0:41
7. Elektrobier [Cerveza electrónica] (Die Ärzte/Felsenheimer) - 1:20
8. Deutschland verdrecke [Suciedad alemana] (Die Ärzte/Felsenheimer) - 0:33
9. That's Punkrock [Esto es Punk Rock] (Die Ärzte/Felsenheimer) - 1:01
10. Hass auf Bier [Odio en la cerveza] (Die Ärzte/Felsenheimer) - 0:40
11. Bullenschwein [Pasmas cerdos] (Die Ärzte/Felsenheimer) - 0:06
12. Cops Underwater [Policías bajo el agua] (Die Ärzte/Urlaub) - 1:32
13. Ich bin ein Punk [Soy un punk] (Die Ärzte/Urlaub) - 0:41
14. Rockabilly War [Guerra Rockabilly] (Die Ärzte/Urlaub) - 0:39
15. Biergourmet [Gourmet de la cerveza] (Die Ärzte/Felsenheimer) - 0:37
16. Widerstand [Resistencia] (Die Ärzte/Urlaub) - 0:42
17. Killing Joke [La broma asesina] (Die Ärzte) - 1:08
18. Rache [Venganza] (Die Ärzte/Felsenheimer) - 0:19
19. Studentenmädchen [Chicas estudiantes] (Die Ärzte/Felsenheimer) - 1:03
20. Geboren zu verlieren [Nacido para perder] (Urlaub, Felsenheimer) - 1:17
21. Rockabilly Peace [Paz Rockabilly](Die Ärzte/Felsenheimer) - 0:49
22. Tränengas [Gas lacrimógeno] (Die Ärzte/Urlaub) - 0:59
23. 'Tschuldigung Bier [Perdón, Cerveza] (Die Ärzte/Felsenheimer) - 1:21
24. Knüppelbullendub [Pasmas con porras DUB] (Die Ärzte) - 1:41
25. Ich bin glücklich [Tengo suerte] (Urlaub) - 1:15
Bonustracks:
26. 1 2XU (Gilbert, Lewis, Newman, Gotobed (Wire)) - 1:18
27. Ihr Helden [Vosotros, héroes] (Peter Blümer (Hass)) - 1:25
28. I Hate Hitler [Odio a Hitler](Stephane Larsson (Buttocks)) - 0:41
29. Samen im Darm [Semen en el intestino] (Michael Reimann, Frank Bekedorf, Frank Schrader, Thomas Tier (Cretins)) - 4:02
30. BGS [Policía Federal de Fronteras] (Stephane Larsson (Buttocks)) - 1:03
31. Kein Problem [Ningún problema] (Illing, Horst/Wehmer, Ernst, August (Rotzkotz)) - 2:58
32. Tittenfetischisten [Fetichistas de las tetas] (Brutal Glöckel Terror) - 0:08
33. Paul (Urlaub) - 3:00
34. So froh [Tan feliz] (DP/Timo Bluck, Detlef Diederichsen (Ede & die Zimmermänner)) - 0:23

## Enlaces
- 5, 6, 7, 8 - Bullenstaat! Descarga gratis (23 de agosto de 2013 en Internet Archive) (formato .zip; 35,1 MB)

- Datos: Q238451